# Zespół Wolffa-Parkinsona-White’a
Zespół Wolffa-Parkinsona-White’a, zespół WPW (łac. łac. syndroma Wolff-Parkinson-White, ang. Wolff-Parkinson-White syndrome) – wrodzone zaburzenie przewodzenia impulsu elektrycznego w sercu, należące do tzw. zespołów preekscytacji. Polega na obecności dodatkowej drogi przewodzenia impulsów elektrycznych z przedsionków do komór przez pęczek Kenta, z pominięciem węzła przedsionkowo-komorowego i pęczka Hisa.

## Historia
W 1913 roku lekarze z Nowego Jorku, Cohn i Fraser, przedstawili opis „przypadku napadowego częstoskurczu o wątpliwym, prawdopodobnie komorowym, pochodzeniu”. Obecnie uważa się, że był to pierwszy opis zespołu. W 1915 roku choroba została opisana przez Franka Normana Wilsona. Kolejny przypadek 19-letniego studenta został opublikowany przez Wedda w 1921 roku. W 1930 roku, opierając się na wcześniejszych dwóch przypadkach, obraz choroby opisali wspólnie John Parkinson, Paul Dudley White i Louis Wolff. W 1932 Holtzmann i Scherf zaproponowali, że podłożem zespołu jest połączenie omijające węzeł przedsionkowo-komorowy, a w 1933 Wolfarth i Wood postulowali zależność kształtu zespołu QRS od położenia dodatkowej drogi przedsionkowo-komorowej.

## Epidemiologia
Częstość występowania szacuje się na około 0,1–3% ogólnej populacji. Częściej dotyka mężczyzn (1,5-2 razy).

## Etiopatogeneza

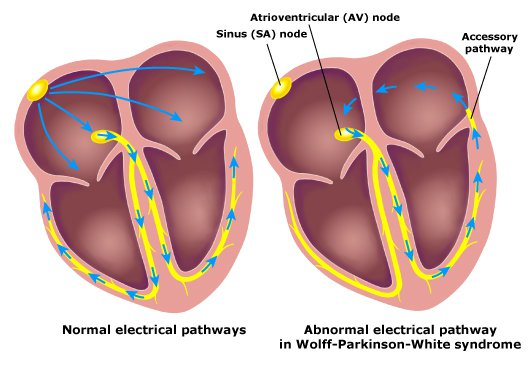
Zespół WPW - droga dodatkowa i krążenie impulsów w czasie częstoskurczu

Pęczek dodatkowy (w tym przypadku pęczek Kenta) zazwyczaj szybciej przewodzi impuls niż węzeł przedsionkowo-komorowy (w węźle następuje fizjologiczne zwolnienie szybkości przewodzenia). Takie jednoczesne (szybkie i wolne) przewodzenie objawia się skróceniem odstępu PQ w elektrokardiogramie. Wcześniejsza depolaryzacja komór jest widoczna jako fala δ (delta) na ramieniu wstępującym załamka R. Fizjologiczne pobudzenie przechodzące przez węzeł przedsionkowo-komorowy odpowiada za właściwy załamek R. W EKG widoczne jest także poszerzenie zespołu QRS.
Dodatkowy pęczek tworzy pętlę anatomiczną, w której jedną odnogą są jego włókna a drugą prawidłowy szlak przewodzenia. Jako że obydwie drogi różnią się szybkością przewodzenia i czasem refrakcji odpowiednio zsynchronizowany bodziec może wyzwolić rytm nawrotny (re-entry).
Z zespołem WPW bezpośrednio związane są następujące zaburzenia rytmu:
- ortodromowy częstoskurcz nawrotny przedsionkowo-komorowy (występuje w utajonym i jawnym zespole WPW) – występuje najczęściej. Przewodzenie początkowo zstępuje przez węzeł przedsionkowo-komorowy, a następnie wraca przez drogę dodatkową. Objawia się częstoskurczem z wąskimi zespołami QRS,
- antydromowy częstoskurcz przedsionkowo-komorowy (występuje tylko w jawnym zespole WPW) – przewodzenie początkowo zstępuje drogą dodatkową, a następnie wstecznie przez węzeł przedsionkowo-komorowy lub drugą drogę dodatkową. Objawia się częstoskurczem z szerokimi zespołami QRS.

Istnienie WPW może też zmieniać charakter innych powszechnych arytmii:
- migotanie przedsionków – jest to arytmia nadkomorowa niezwiązana z zespołem WPW, polegająca na powstawaniu dużej liczby niezsynchronizowanych pobudzeń (350 i więcej) w przedsionkach. Prawidłowo funkcjonujący węzeł przedsionkowo-komorowy nie dopuszcza do przenoszenia pobudzenia na komory. Przy obecności dodatkowej drogi przewodzenia (jak to ma miejsce w zespole WPW), która ma krótki okres refrakcji, może dojść do częstoskurczu komorowego (objawia się znacznym częstoskurczem z szerokimi zespołami QRS) albo nawet migotania komór,
- częstoskurcz przedsionkowy lub trzepotanie przedsionków – podobnie jak przy migotaniu przedsionków przewodzenie zstępuje drogą dodatkową. Szerokie zespoły QRS[10].

## Zmiany w EKG

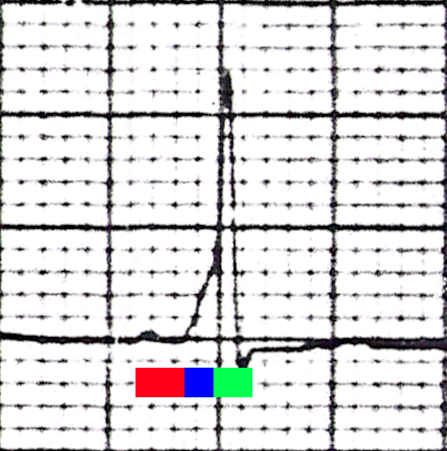
Charakterystyczny obraz zespołu WPW w odprowadzeniu V_{2} (EKG). Czerwony kolor obrazuje skrócenie odstępu PQ. Niebieski – falę δ, a suma niebieskiego i zielonego – poszerzony zespół QRS

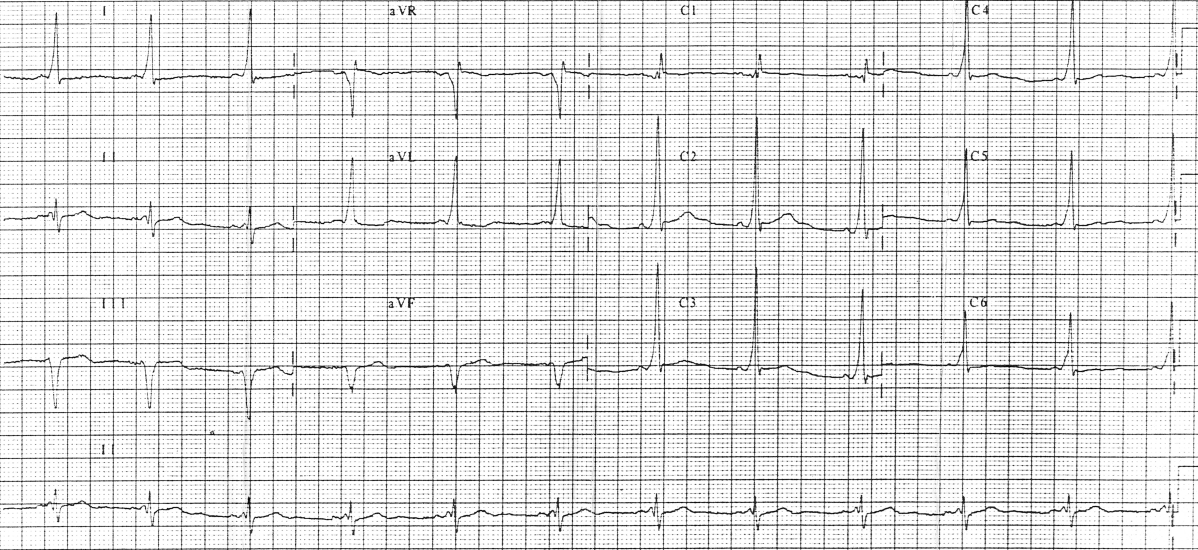
12-odprowadzeniowe EKG osoby z zespołem WPW. Dodatkowa droga przewodzenia znajduje się w lewym regionie tylno-przegrodowym

- skrócenie odstępu PQ < 120 ms
- poszerzenie zespołu QRS
- fala δ na ramieniu wstępującym zespołu QRS
- zmiany odcinka ST-T

## Objawy
W  ok. 50% przypadków przebieg jest bezobjawowy.
Najczęściej występują:
- napady kołatania serca spowodowane częstoskurczem nadkomorowym lub migotaniem przedsionków
- omdlenia

Niekiedy może współistnieć anomalia Ebsteina, zespół wypadania płatka zastawki mitralnej, kardiomiopatia, zwężenie ujścia aorty,  wrodzone przełożenie pni tętniczych. W przypadku częstoskurczów uporczywych (trwających większą część dnia, zwykle o mniejszej częstotliwości) może dojść do rozwoju kardiomiopatii tachyarytmicznej.
U chorych na zespół WPW pierwszym objawem może być migotanie komór. Istnieje zwiększone ryzyko nagłego zgonu sercowego, które szacuje się na około 0,02–0,15% rocznie.

## Typy
- typ A – dominujące wychylenie dodatnie w odprowadzeniu V1 – pęczek Kenta leżący po lewej stronie[14]
- typ B – dominujące wychylenie ujemne w odprowadzeniu V1 – pęczek Kenta leżący po prawej stronie[14]

## Leczenie

### Leczenie farmakologiczne

#### Leczenie w czasie napadu
W przypadku częstoskurczu o wąskich zespołach komorowych stosuje się manewry zwiększające napięcie nerwu błędnego, np. próbę Valsalvy. Lekami pierwszego wybory w tym typie częstoskurczu jest podawana dożylnie adenozyna, werapamil, diltiazem lub lek beta-adrenolityczny. W przypadku częstoskurczu o szerokich zespołach komorowych stosuje się dożylnie ibutilid, prokainamid, lub flekainid (leki te są również lekami drugiego rzutu przy nieskuteczności leków pierwszego rzutu w leczeniu pacjenta z częstoskurczem o wąskich zespołach komorowych), łącznie z lekami blokującymi przewodzenie w łączu przedsionkowo-komorowym. Przy nieskuteczności leków można zastosować stymulację serca albo kardiowersję elektryczną. Jest ona stosowana również w przypadku niestabilnego hemodynamicznie lub opornego na inne formy leczenia częstoskurczu.

#### Leczenie przewlekłe
Żaden znany lek nie znosi całkowicie arytmii. Stosuje się następujące leki:
- β-blokery (w tym sotalol)
- propafenon
- flekainid
- amiodaron

W monoterapii u pacjentów z drogą dodatkową, która jest zdolna do szybkiego przewodzenia impulsów w czasie migotania przedsionków przeciwwskazane są digoksyna, werapamil i diltiazem.

### Leczenie inwazyjne
Stosuje się przezskórną ablację drogi dodatkowej.
Wskazania:
- nieskuteczność leczenia farmakologicznego
- duże objawy niepożądane leczenia farmakologicznego
- przebyte migotanie komór związane z zespołem WPW
- tachyarytmia z niestabilnością hemodynamiczną
- częste napady arytmii
- napady migotania przedsionków z szybką akcją komór